# Maria Tudor (Victor Hugo)

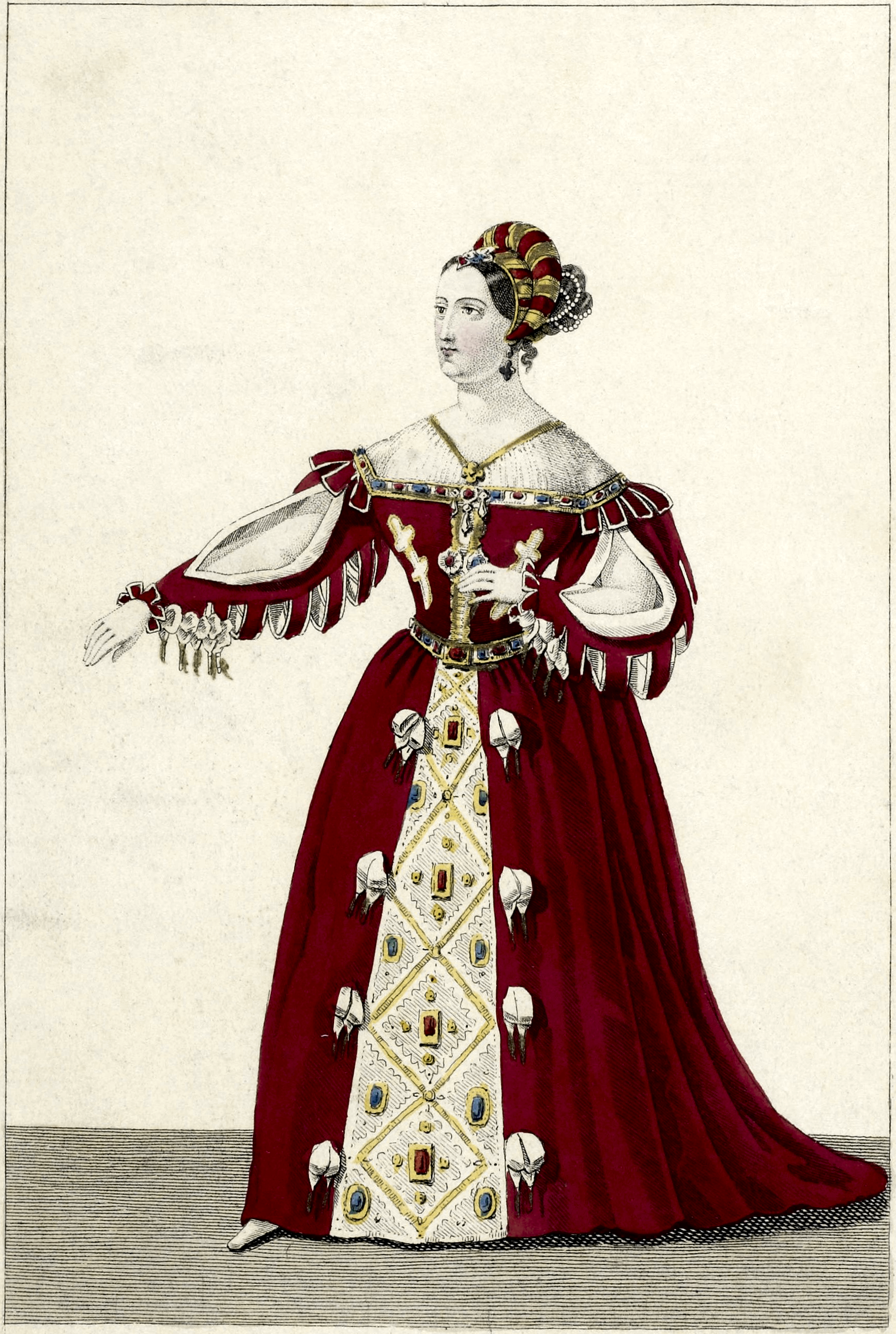
Mademoiselle George como Maria Tudor, em gravura pertencente à Biblioteca Nacional da França

Marie Tudor é uma peça de Vitor Hugo de 1833, dramatizando a ascensão, queda e execução de Fabiano Fabiani, um favorito fictício de Maria I da Inglaterra. Maria condena Fabiani à Torre de Londres, e, apesar de posteriormente tentar salvar sua vida, não tem êxito. Influenciou posteriormente The Duchess of Padua, de Oscar Wilde.